# Artsvashen
Artsvashen (em arménio: Արծվաշեն, também conhecido como Artzvashen ou Bashkend) é uma pequena cidade fundada em 1845. Exclave da província arménia de Guelarcunique rodeado totalmente pelo Azerbaijão, cuja superfície tem cerca de 40 km². Constitui um exclave da Arménia desde 1931, quando a União Soviética cedeu o território que a conectava diretamente com Arménia ao Azerbaijão, no meio de uma série de ajustes fronteiriços no Cáucaso meridional.

## Localização

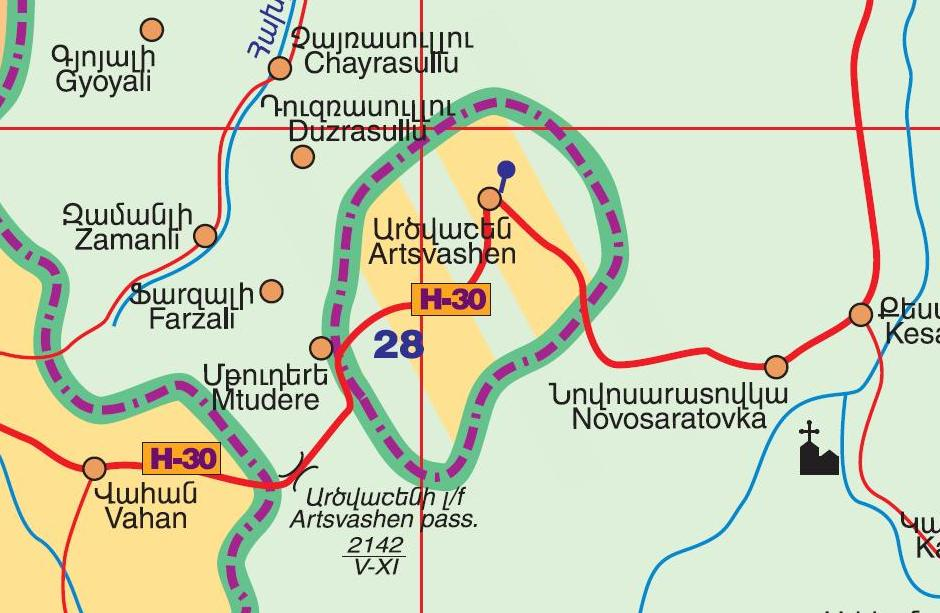
Artvashen

Atualmente, o Azerbaijão controla o exclave desde agosto de 1992, durante a guerra do Alto Carabaque, quando o exército arménio evacuou 4.500 arménios após uma série de encontros armados, no qual, os arménios sofreram 44 baixas, 12 delas em uma emboscada de soldados azeris que haviam simulado ser arménios.
O governo do Azerbaijão renomeou o povoado como Bashkend. Sua população atual consiste em refugiados azeris da Guerra do Alto Carabaque, após as migrações da população ocasionada pelo conflito bélico.